# Assar Gabrielsson
Assar Thorvald Nathanael Gabrielsson (født 13. august 1891 i Korsberga i Skaraborgs län, død 28 maj 1962 i Göteborg) var en svensk civiløkonom og erhvervsleder samt medstifter af den svenske virksomhed AB Volvo.
Efter erhvervsøkonomisk uddannelse og mere end ti års ansættelse i kuglelejevirksomheden SKF tog han i slutningen af 1920'erne sammen med civilingeniøren Gustaf Larson initiativ til grundlæggelsen af virksomheden AB Volvo, der skulle fremstille personbiler. Volvo var ved grundlæggelsen et datterselskab til SKF. Gabrielsson tiltrådte som virksomhedens første administrerende direktør den 1. januar 1927. Efter de første år med dårligt sælgende bilmodeller og økonomiske vanskeligheder introducerede Volvo fra midten af 1930'erne med nye og forbedrede modeller, og virksomheden blev gradvist den førende svenske personbilsproducent. Det store gennembrud kom ved lanceringen af modellen Volvo PV444 – "den svenska folkbilen", som var klar til serieproduktion i 1945.
Assar Gabrielsson fremstod sammen med Gustaf Larsson som AB Volvos stærke leder frem til midsten af 1950'erne, hvor næste generation overtog ledelsen.